# Adolf Urban
Adolf Urban (9 de enero de 1914 - 23 de mayo de 1943), fue un futbolista alemán, disputó toda su carrera deportiva en el Schalke 04 de su nativa Gelsenkirchen.
Está considerado uno de los mejores jugadores alemanes en la década de 1930. Se desempeñaba como delantero. Disputó 11 partidos con la selección de fútbol de Alemania en plena época de la Alemania nazi. En 1941 jugó su último partido con Alemania. En 1943, Urban murió en el frente ruso, durante la Segunda Guerra Mundial.

## Clubes
| Club          | País     | Año |
| ------------- | -------- | --- |
| FC Schalke 04 | Alemania |     |

- Datos: Q364411
- Multimedia: Adolf Urban / Q364411